# حارة الغولة (صنعاء)

تعديل مصدري - تعديل

حارة الغولة هي إحدى حارات حي فج عطان بمديرية السبعين إحد مديريات العاصمة اليمنية صنعاء، بلغ تعداد سكانها 3255 نسمة حسب تعداد اليمن لعام 2004.